# Championnat d'Irlande de football 1984-1985
Navigation
Édition précédente Édition suivante
Le Championnat d'Irlande de football en 1984-1985. Shamrock Rovers remporte son deuxième titre consécutif. Les dublinois dominent outrageusement le championnat (meilleure attaque et meilleure défense). Le podium est strictement identique à celui de l’année précédente (Shamrock Rovers, Bohemians et Athlone Town). 
Face au nombre grandissant de clubs qui veulent participer au championnat d’Irlande, la Fédération d'Irlande de football intègre deux nouvelles équipes : Cork City FC et Longford Town (c’est la première fois que cette ville est représentée dans cette compétition).

## Les 16 clubs participants
- Athlone Town
- Bohemians FC
- Cork City FC
- Drogheda United
- Dundalk FC
- Finn Harps
- Galway United
- Home Farm FC
- Limerick FC
- Longford Town
- St. Patrick's Athletic FC
- Shamrock Rovers
- Shelbourne FC
- Sligo Rovers
- UC Dublin
- Waterford United

## Classement
| Rang | Équipe                    | Pts | J  | G  | N  | P  | Bp | Bc | Diff |
| ---- | ------------------------- | --- | -- | -- | -- | -- | -- | -- | ---- |
| 1    | Shamrock Rovers T         | 49  | 30 | 22 | 5  | 3  | 63 | 21 | +42  |
| 2    | Bohemian FC               | 43  | 30 | 19 | 5  | 6  | 57 | 29 | +28  |
| 3    | Athlone Town              | 40  | 30 | 17 | 6  | 7  | 54 | 28 | +26  |
| 4    | UCD                       | 38  | 30 | 12 | 14 | 4  | 41 | 26 | +15  |
| 5    | Limerick FC               | 37  | 30 | 16 | 5  | 9  | 61 | 40 | +21  |
| 6    | Galway United             | 29  | 30 | 9  | 11 | 10 | 49 | 43 | +6   |
| 7    | Waterford United          | 29  | 30 | 11 | 7  | 12 | 44 | 41 | +3   |
| 8    | Dundalk FC                | 28  | 30 | 9  | 10 | 11 | 34 | 39 | -5   |
| 9    | Cork City FC P            | 28  | 30 | 10 | 8  | 12 | 30 | 39 | -9   |
| 10   | Home Farm FC              | 27  | 30 | 11 | 5  | 14 | 43 | 47 | -4   |
| 11   | St. Patrick's Athletic FC | 27  | 30 | 10 | 7  | 13 | 36 | 45 | -9   |
| 12   | Shelbourne FC             | 26  | 30 | 8  | 9  | 13 | 39 | 46 | -7   |
| 13   | Sligo Rovers              | 26  | 30 | 7  | 12 | 11 | 34 | 47 | -13  |
| 14   | Drogheda United           | 24  | 30 | 7  | 10 | 13 | 43 | 60 | -17  |
| 15   | Finn Harps                | 19  | 30 | 6  | 7  | 17 | 38 | 71 | -33  |
| 16   | Longford Town P           | 10  | 30 | 3  | 4  | 23 | 27 | 71 | -44  |

| Légende : Qualifications et relégations | Légende : Qualifications et relégations                                                                                      |
| --------------------------------------- | --- |
|                                         | Champion d'Irlande et Coupe des clubs champions européens 1985-1986                                                          |
|                                         | Coupe UEFA 1985-1986 |
|                                         | Barrage de relégation en deuxième division                                                                                   |
|                                         | relégation en deuxième division                                                                                              |
|                                         | T : Tenant du titre P : Promu C : Vainqueur de la Coupe d'Irlande 1984-1985 CL : Vainqueur de la Coupe de la Ligue 1984-1985 |

## Source
- (en) Alex Graham, Football in the Republic of Ireland : a Statistical Record 1921–2005, Soccer Books Ltd, novembre 2005, 142 p. (ISBN 978-1862231351).